# Madracis pharensis
Madracis pharensis là một loài san hô trong họ Astrocoeniidae. Loài này được Heller mô tả khoa học năm 1868.